# Tasmanoplana balfouri
Tasmanoplana balfouri is een platworm (Platyhelminthes). De worm is tweeslachtig. De soort leeft in of nabij zoet water.
Het geslacht Tasmanoplana, waarin de platworm wordt geplaatst, wordt tot de familie Geoplanidae gerekend. De wetenschappelijke naam van de soort werd, als Geoplana balfouri, voor het eerst geldig gepubliceerd in 1899 door Graff.